# Nikkō
Nikkō (en japonès: 日光市, Nikkō-shi, literalment 日光 vol dir 'llum del sol') és una ciutat del Japó que es troba a les muntanyes de la Prefectura de Tochigi, a la regió de Kantō. La sèrie de santuaris i recintes sagrats que hi ha a Nikkō, així com els balnearis (onsen) dels voltants, fan de la localitat un centre religiós i turístic molt visitat. El conjunt de temples i santuaris de Nikkō, va ser inscrit per la UNESCO com a Patrimoni de la Humanitat el 1999.

## Geografia
El terme municipal de Nikko ocupa una gran area (1.449,83 quilòmetres quadrats) a la zona rural del nord-oest de la prefectura de Tochigi, aproximadament a 140 quilòmetres al nord des de Tòquio i a 35 quilòmetres a l'oest d'Utsunomiya, la capital prefectural. Nikko és el tercer municipi més gran per àrea del Japó després de Takayama, a la prefectura de Gifu i Hamamatsu, a la prefectura de Shizuoka. Els rius Watarase i Kinu passen pel municipi. El llac Chūzenji i la cascada Kegon es troben a Nikko, així com el jardí botànic de Nikkō. Els nombrosos deus d'aigua a les muntanyes de Nikko són una forta font per a l'energia hidroelèctrica de la zona. L'àrea de la zona també ha patit la prospecció minera de coure, alumini i formigó, sent l'antiga mina de coure d'Ashio una important font de contaminació del medi ambient a l'era Meiji. El terme municipal de Nikko limita amb els d'Utsunomiya i Kanuma al sud; amb Yaita, Shioya i Nasushiobara a l'est; amb Minami-Aizu i Hinoemata, ambdós de la prefectura de Fukushima, cap al nord i amb Numata, Midori i Katashina, pertanyents a la prefectura de Gunma a l'oest.

### Clima
El clima a Nikko és prou similar al de l'illa de Hokkaido o la regió de Tohoku, tot i que Nikko és més proper a Tòquio que no Hokkaido. L'elevació de Nikko sobre el nivell de la mar juga un important paper en aquest clima. La temperatura mitjana anual és de vora 7 graus, sent 22 graus la mitjana per als mesos més càlids i 8 graus sota zero pels més freds.

## Història

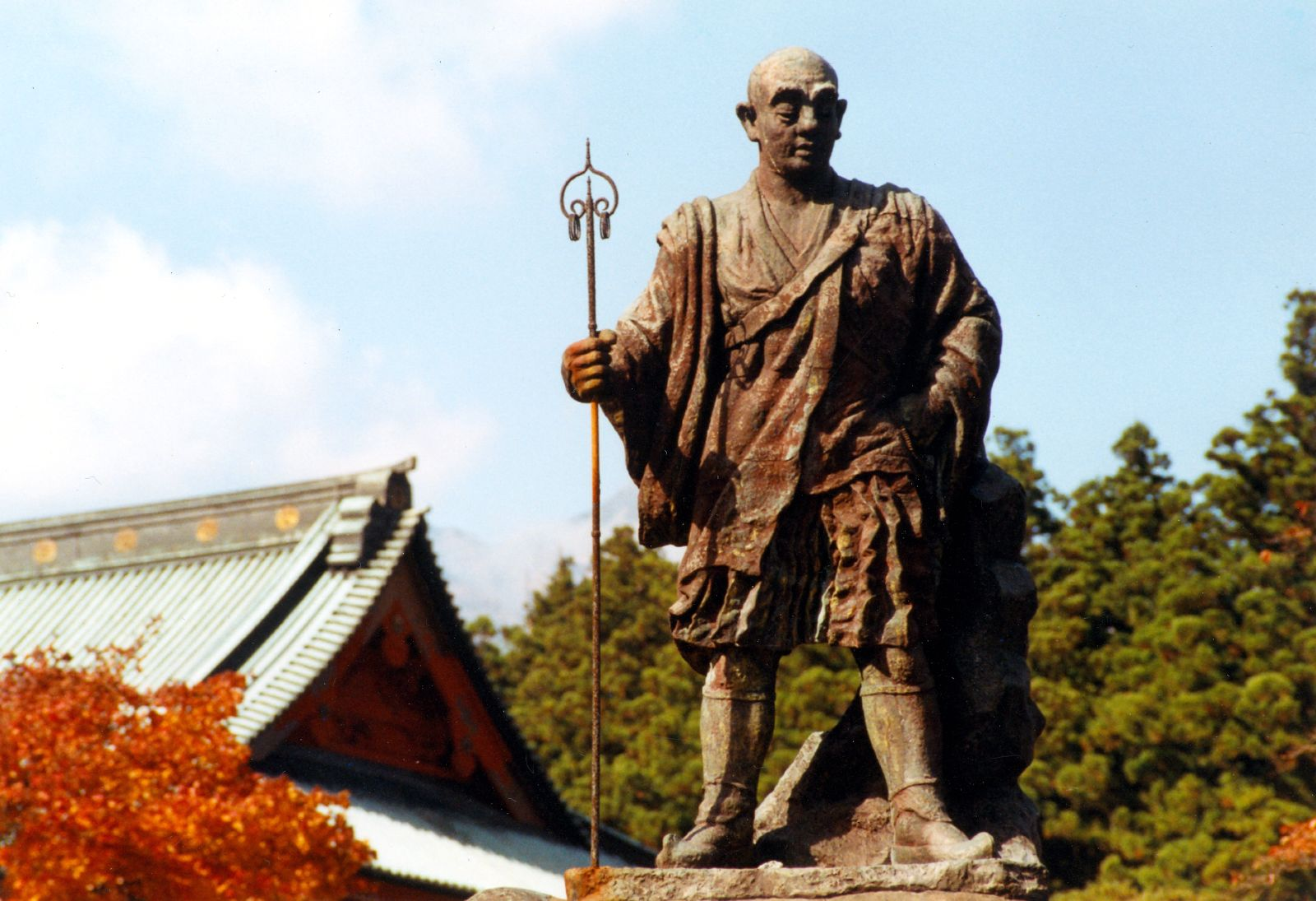
Shōdō Shōnin, fundador dels temples que donaren lloc a Nikko

El monjo budista Shōdō Shōnin va fundar a les muntanyes el temple de Rinnō-ji el 766, seguit del temple Chūzen-ji el 784. Al voltant d'aquests temples va anar aflorint el petit poble de Nikko. El 1617 es completà el Nikkō Tōshō-gū, un santuari xintoista encarregat pel clan Tokugawa com a lloc de descans etern del shogun Tokugawa Ieyasu i dels seus successors i que va suposar un creixement tant d'habitants com de pelegrins de Nikko durant el període Tokugawa. Durant aquest període es construïren diverses vies i camins per accedir al complexe religiós de Nikko des de les províncies del voltant. Actualment, el Nikkō Tōshō-gū, el santuari Futarasan i el Rinnō-ji són lloc Patrimoni de la Humanitat per la UNESCO sota el nom de "santuaris i temples de Nikkō". Durant el període Meiji Nikko va créixer com a destí turístic per les seues vistes i pels seus onsens o banys de fonts termals, arribant a ser un destí popular també per al públic estranger. El 1890 els Ferrocarrils Nacionals Japonesos (actual Grup JR) va inaugurar la línia Nikkō, seguida per la línia Tōbu Nikkō, pertanyent al Ferrocarril Tōbu, el 1929. L'1 d'abril de 1889, amb l'establiment del nou sistema de municipis es funda la vila de Nikko com a part del districte de Kamitsuga. L'any 1954, després d'absorbir el poble d'Okorogawa, Nikko va esdevindre ciutat. El 20 de març de 2006, Nikkô va absorbir la veïna ciutat d'Imaichi, la vila d'Ashio (Kamitsuga), la vila de Fujiwara i el poble de Kuriyama, aquests dos últims pertanyents al districte de Shioya, creant així l'actual ciutat de Nikkô i canviant l'escut municipal per a la nova ocasió. Amb aquesta sèrie d'annexions, el terme municipal de Nikkô és el més gran de tota la prefectura i el tercer més gran de tot el Japó.

## Política i govern

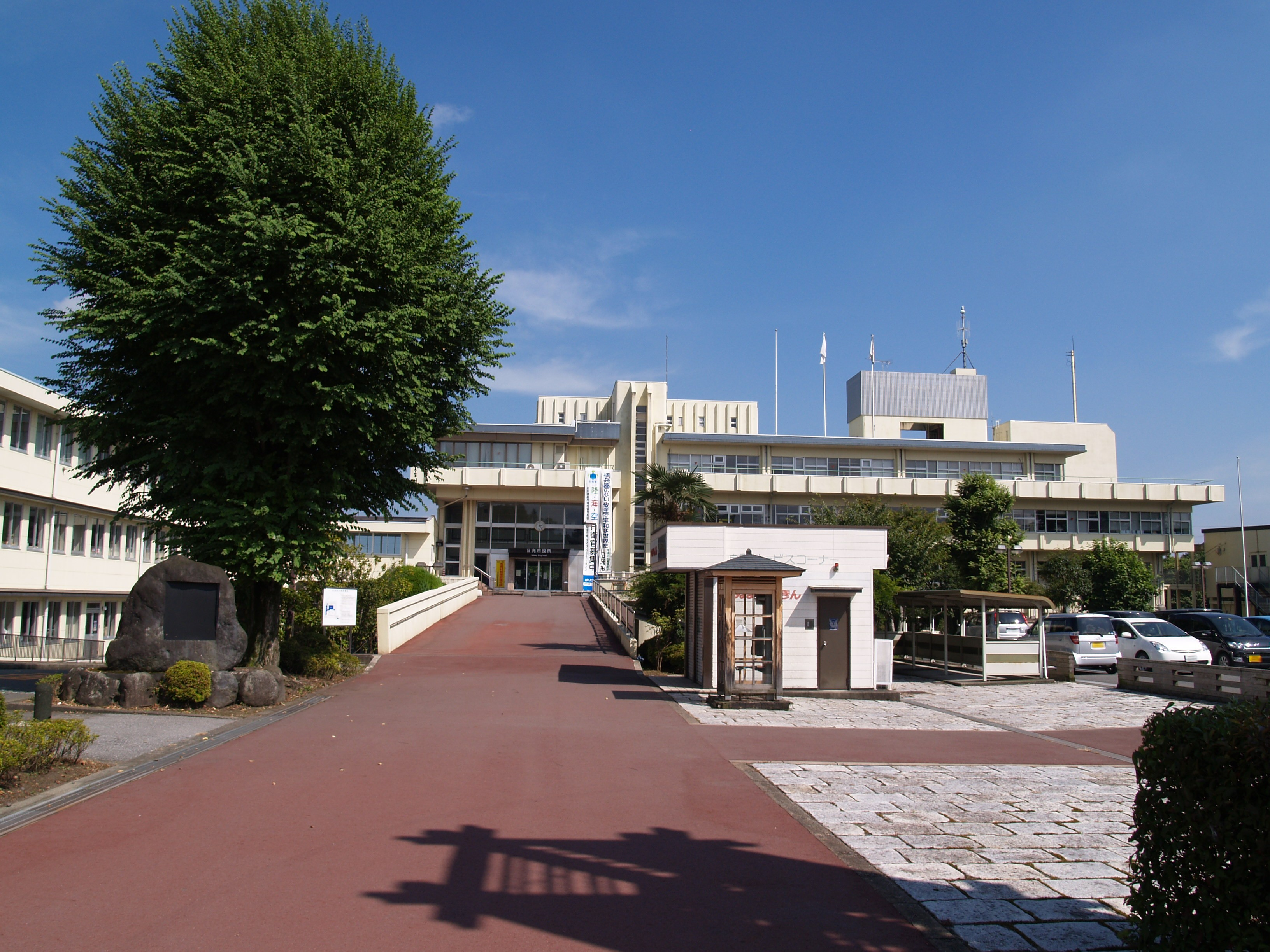
Ajuntament de Nikko (antic ajuntament d'Imaichi)

Després de les fusions amb altres municipis el 2006, l'actual ajuntament de Nikkô es troba a les instal·lacions de l'antic ajuntament d'Imaichi. Les instal·lacions dels antics ajuntaments de Nikkô, Fujiwara, Ashio i Kuriyama romanen com a instal·lacions auxiliars i d'ajuntaments pedanis per als altres antics municipis.

### Alcaldes
En aquesta taula només es reflecteixen els alcaldes democràtics, és a dir, des de l'any 1947. En el cas concret de Nikkô, la llista comença el 2006, quan es fundà la ciutat.
| Alcalde      | Inici del mandat | Fi del mandat | Partit | Partit |
| Fumio Saitо̄  | 2006             | 2018          |        | Ind    |
| Kazuo Ōshima | 2018             | -             |        | Ind    |

## Demografia
| 1920   | 1930   | 1940   | 1950    | 1960    | 1970   | 1980   |
| ------ | ------ | ------ | ------- | ------- | ------ | ------ |
| ND     | ND     | ND     | 107.674 | 110.468 | 99.415 | 97.515 |
| 1990   | 2000   | 2010   | 2020    | 2030    | 2040   | 2050   |
| 96.859 | 98.143 | 90.064 | 77.862  | -       | -      | -      |

## Transport

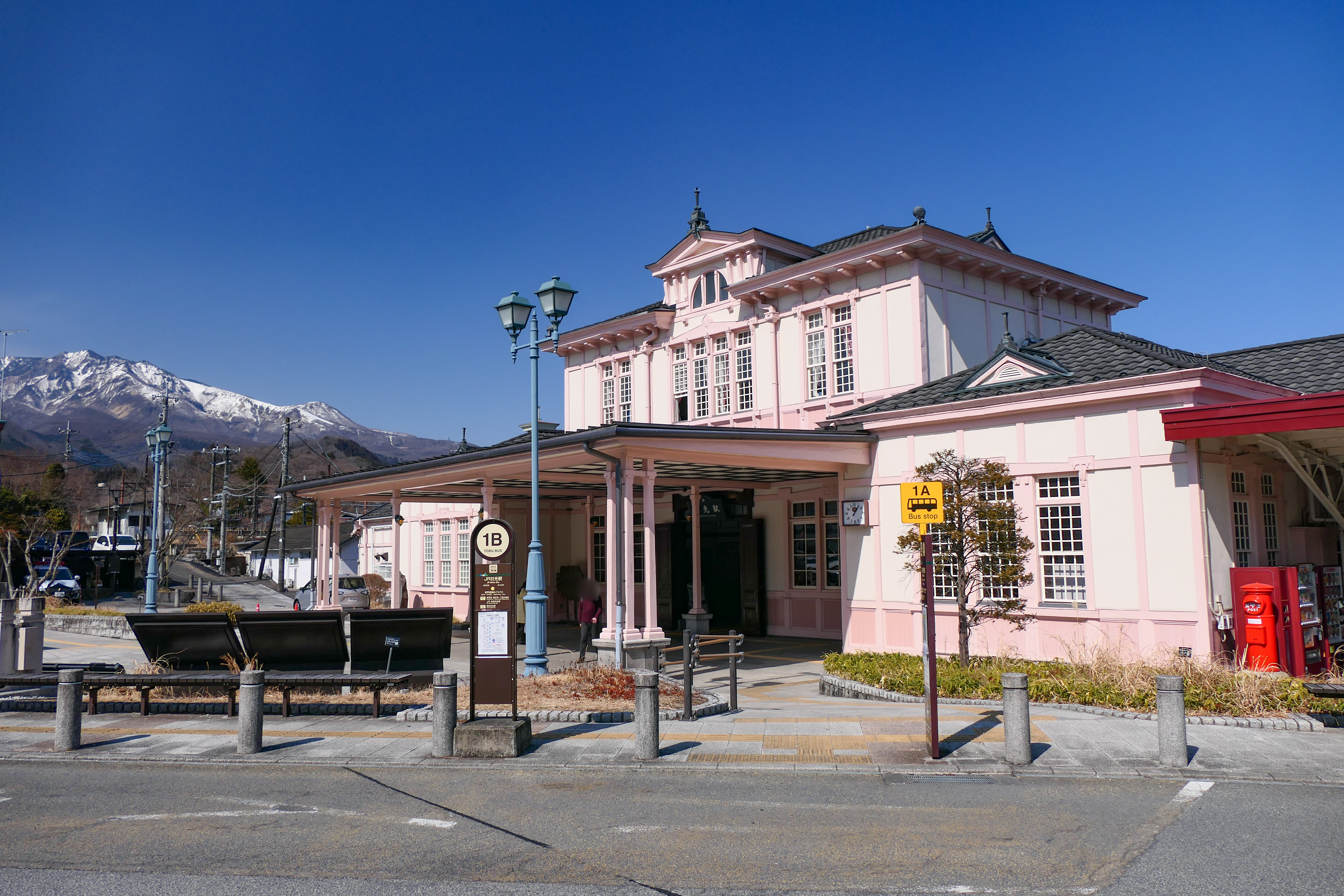
Estació de Nikko

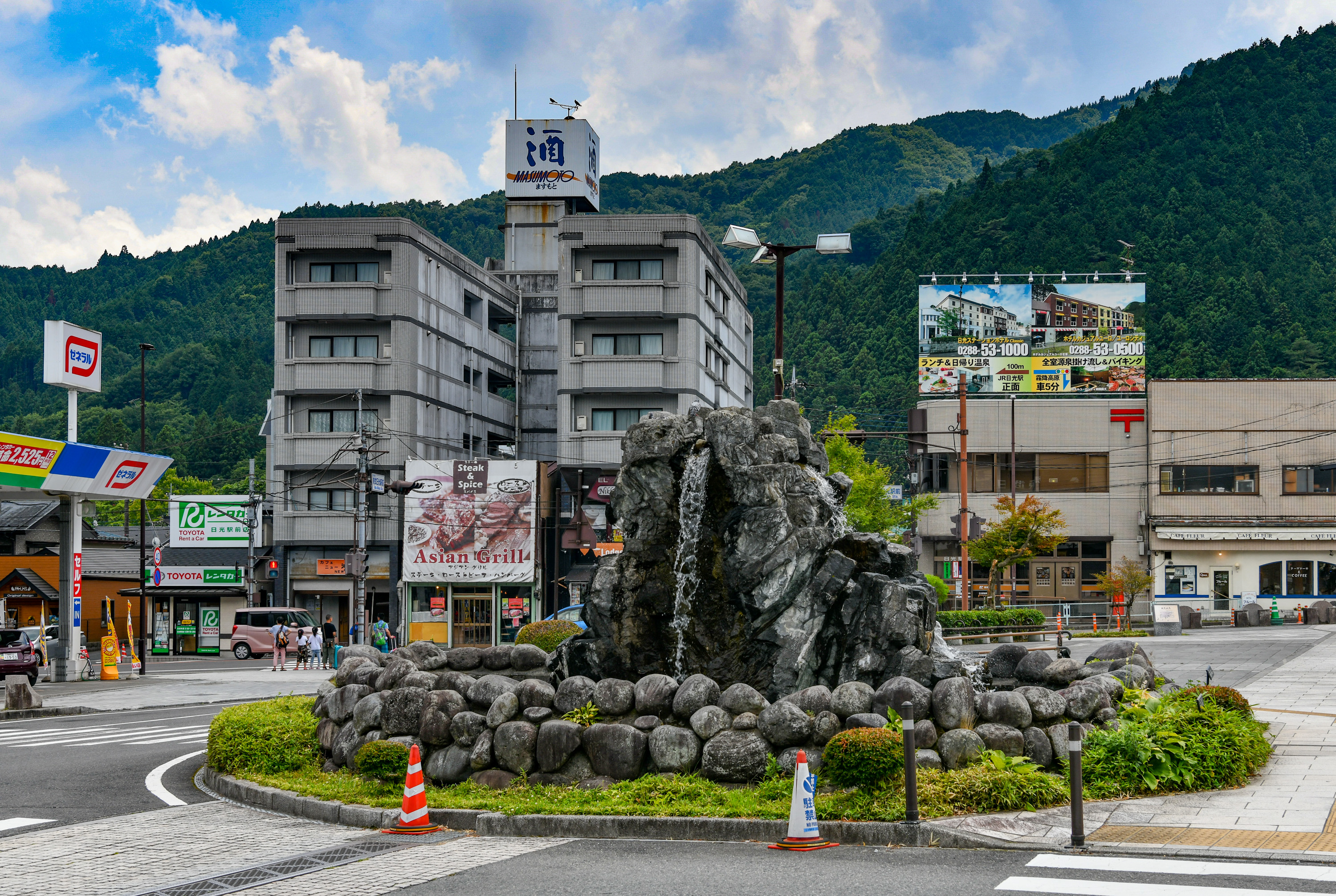
Plaça de l'estació de Nikko

### Ferrocarril
- Companyia de Ferrocarrils del Japó Oriental (JR East)
  - Fubasami - Shimotsuke-Ōsawa - Imaichi - Nikkō
- Ferrocarril Tōbu
  - Shimo-Goshiro - Myōjin - Shimo-Imaichi - Kami-Imaichi - Tōbu-Nikkō - Daiyamukō - Ōkuwa - Shin-Takatoku - Kosagoe - Tōbu World Square - Kinugawa-Onsen - Kinugawa-Kōen - Shin-Fujiwara
- Ferrocarril de Yagan
  - Shin Fujiwara - Ryūōkyō - Kawaji-Onsen - Kawaji-Yumoto - Yunishigawa-Onsen - Nakamiyori-Onsen - Kamimiyori-Shiobara-Onsenguchi - Ojika-Kōgen
- Ferrocarril Watarase Keikoku
  - Haramukō - Tsūdō - Ashio - Matō

### Carretera
- Autopista de Tōhoku - Autopista de Nikkō-Utsunomiya
- Nacional 119 - Nacional 120 - Nacional 121 - Nacional 122 - Nacional 352 - Nacional 400 - Nacional 461

## Agermanaments
- Hachiōji, Tòquio, Japó. (1974)
- Odawara, prefectura de Kanagawa, Japó (1980)
- Tomakomai, Hokkaido, Japó. (1982)
- Rapid City, Dakota del Sud, EUA. (1993)
- Tainan, República de la Xina. (2009), tractat d'amistat.

## Fills il·lustres
- Masaru Ibuka, empresari.[7]
- Akio Fukuda, governador de Tochigi (2000-2004).[8]
- Tomikazu Fukuda, governador de Tochigi (2004-present).[9]